# 111. letalska brigada (JLA)
Za druge 111. brigade glejte 111. brigada.
111. letalska brigada je bila letalska brigada v sestavi Jugoslovanske ljudske armade.

## Organizacija
27. junij 1991
- štab
- 679. transportna letalska eskadrilja (An-2, An-26)
- 711. protioklepna helikopterska eskadrilja (Aérospatiale Gazelle)
- 713. protioklepna helikopterska eskadrilja (Aérospatiale Gazelle)
- 780. transportna helikopterska eskadrilja (Mi-8)